# Sambiase
Sambiase (Sambijàsi in calabrese) è una delle circoscrizioni comunali della città di Lamezia Terme. È stato un comune autonomo sino al 1968 (allorquando contava 18 149 abitanti), anno dell'unificazione con Nicastro e Sant'Eufemia Lamezia per la nascita del nuovo comune, del quale costituisce il secondo quartiere più popoloso. Nel territorio dell'ex comune sono presenti la sede centrale del municipio, le terme e l'ente fiera.

## Storia

### Preistoria
Il territorio sambiasino era abitato sin dalla preistoria. Anni fa, a seguito dello scoppio di una mina nella cava del monte Sant'Elia, sono state ritrovate delle rocce con disegni neolitici.

### Periodo magno-greco
A Sambiase e Sant'Eufemia Lamezia sono state ritrovate le rovine dell'antica città di Terina, i gioielli, le monete di origini greche come il "tesoretto di Acquafredda" e il "tesoro di Sant'Eufemia". Nel 2010 a Sambiase sono state ritrovate tombe greche intatte nella loro bellezza, esse sono state osservate per giorni da grandi studiosi e poi per una settimana esposte gratuitamente. Secondo la leggenda terinea, la sirena Ligea morì nella piana di Sant'Eufemia fondando la grande polis, lì infatti bagnata dal torrente sambiasino Bagni, "inquinato" positivamente dalle terme di Caronte, vi era situata la tomba della sirena. A confermare l'ipotesi che Terina fosse situata in contrada Terravecchia (Sant'Eufemia Lamezia) e San Sidero (Sambiase) erano e sono molti, italiani, calabresi e stranieri, come l'Orsi, il Milligen, e il professore sambiasino Enrico Borrello che al riguardo della storia sambiasina e limitrofa scrisse importanti libri tra cui "Sambiase, storia della città e del suo territorio". Secondo il prof. Borrello la principale prova è l'incisione dell'Abbazia benedettina di Sant'Eufemia XVII sec. Enrico Borrello diceva che le rovine in epoca normanna erano maestose ed evidentissime al punto che Roberto il Guiscardo fece inscrivere in ricordo alla città, nell'abbazia benedettina fatta edificare da lui, vetus civitas. Molti gli scrittori dell'epoca latina ed ellenica che rivolgono importanti pagine alla ormai perduta Terina, come Lico (greco) e Plinio (romano).
Di Terina non solo la ricchezza economica, politica e sociale era conosciuta, ma anche per le terme importanti anche in epoca romana. Le antiche terme di Caronte in Sambiase erano conosciute come Aghes, infatti il Milligen, grande studioso della storia, fece della secolare ipotesi che nella moneta simbolo delle rovine, non fosse scritto Ares sulla pietra ma Aghe o Aghes. Come già detto la fonte sulfurea dell'ora remoto vulcano di Sambiase sfociava nel torrente dei bagni che dalla contrada Caronte di Sambiase scendeva fino a contrada Terravecchia a Sant'Eufemia dove bagnava e purificava la tomba della fanciulla con i piedi d'uccello (Ligea). Inoltre durante lavori per il monastero della Madonna del Carmine nel rione Cafaldo del centro storico di Sambiase sono stati ritrovati resti di un mosaico di una villa greca. Altri resti sottovalutati della Magna Grecia nel quartiere di Lamezia Terme, sono i ruderi delle "mura secolari", considerati da molti, un importante complesso monumentale. Secondo le teorie che fondano la storia della tecnologia delle costruzioni l'accostamento e la sedimentazione (fase naturale) di grossi cocci di pietra, superficialmente elementari e ruvide, quindi non lavorate, caratterizzano il primo periodo della cultura architettonica dell'antica Grecia. Secondo il Borrello queste ed altre mura derivano da un famoso villaggio della Magna Grecia, Melea. A questa affermazione è contrapposta però una serie di studi recentemente eseguiti sulle antiche mura e su tabule romane compresa la peuntigeriana, che affermano il passaggio della strada romana Popilia che collegava Reggio Calabria a Capua, dalle mura, quindi di maggiore rilevanza storica.

### Periodo italico e romano
La Brezia fu una regione centrale della Calabria di cui Sambiase faceva parte, era probabilmente la grande città di Balesia di cui famoso era il suo vulcano quaternario Ercole, l'attuale monte Sant'Elia. La città fu fondata da Bretto in onore al padre e alla madre (Ercole e Balesia), fondatore inoltre della sua omonima, la vicina capitale.
Nell'epoca Latina, i monaci basiliani provenienti sia dall'oriente che dalla Sicilia perché scacciati dagli arabi si insediarono nel territorio e fondarono numerosi cenobi tra cui quello di San Biagio. Nel VII secolo i contadini diretti in bassa collina (Cafaldo, Miraglia, Caronte rioni di Sambiase) da tutti i monti del Reventino, ma soprattutto del Mancuso, si insediarono attorno al monastero basiliano di San Biagio accrescendo la popolazione. I monaci richiedevano ai contadini prestazioni lavorative nei propri campi.
Durante il dominio Romano della Calabria l'odierna Sambiase di Lamezia Terme era chiamata Le Torri, Ad Turres, in latino. Il nome Due Torri deriva dalle due maestose torri che erano situate nel territorio, precisamente nella frazione Caronte, di cui non è rimasto niente. L'antica Le Torri era citata anche nell'antica tabula Peutingeriana insieme alle Aquae Angae oggi Terme di Caronte denominate così dai Romani, e l'abbazia dei Santi Quaranta Martiri presso le terme romane stesse.
I Romani apprezzavano le terme di Caronte, dette Aghe in greco e Aquae Ange in latino. Antonino Pio fece inscrivere nella tabula sia le terme sia l'importante villaggio Le Torri luogo di "ristoro" per i carri in cui passava la via Popilia. Gli antichi itinerari romani erano di due tipi: picta (illustrava le vie e le stazioni graficamente) e scripta (che descriveva le vie e le stazioni testualmente).
Molti erano gli scrittori ed i poeti che conobbero Ad Turres di persona, descrivendola come una cittadina serena e prospera nel settore agricolo, soprattutto, famosa nella regione bretta-lucana e in tutt'Italia, sfruttata dai romani per il suo olio e il suo vino, ma anche per i cereali.

### Periodo bizantino
Nel VII secolo tornarono a Le Torri sotto i greci di Bisanzio la cultura e la lingua greca. I basiliani fuggiti dall'oriente e dalla Sicilia in balìa degli arabi si stanziarono nel territorio di Calabria e di Sambiase. Il nome dell'insediamento rurale, divenuto poi rilevante città dell'impero in ambito religioso, spirituale ed economico, cambiò da Due Torri a San Biagio. Molte famiglie, visti i bizantini salvezza dai magnati che li sopprimevano si depositarono attorno ai monasteri basiliani (si ebbe dunque il ripopolamento della nuova San Biagio) nei numerosi monasteri sambiasini molti contadini dal Mancuso, dal Reventino e dalla vicina Neocastrum (Nicastro) si spostarono a San Biagio istituendo presso di esso e dei suoi numerosi e bellissimi monasteri veri e propri casali, fattorie, villaggi agricoli e veri centri industriali nella nuova e prosperosa città di purezza e religione, il vasto territorio di San Biagio colmo di cittadini e monasteri fu diviso e le varie zone chiamate come i santi orientali.
Tutto ciò avvenne anche grazie alla profonda amicizia che univa San Biagio con Taranto e Amalfi. Da qui inizia la grande attività di esportazione dei prodotti samblasei che continua e aumenta nel corso della ricca storia del quartiere lametino, infatti lo sviluppo del mercato portò San Biagio grande potenza mercantile e agricola.
I numerosi monasteri bizantini non solo arricchivano l'economia e la demografia di San Biagio ma precedevano la futura corte culturale dei grandi paesi monarchici come, Francia, Regno di Sicilia, Regno di Napoli ecc. L'unica differenza è che i monasteri nella città erano moltissimi quindi le attività culturali erano dello stesso numero dei luoghi di culto, centri luminosi di cultura letteraria e scientifica. I centri culturali quindi i monasteri bizantini che erano nel territorio dell'odierna Sambiase di Lamezia Terme erano San Pietro, San Filippo, Sant'Ermì, Sant'Elia, San Nicola, Santi Quaranta Martiri, Santa Venere, Santa Trada, una gigantesca chiesa di ordine ortodosso e infine San Biagio. Quest'ultima chiesa venne edificata su un edificio ellenistico costruito forse dagli antichi terinei, questo avvenne nel VII secolo. San Biagio divenne quindi protettore del luogo e darà luogo alla fiera che si tiene ancor'oggi "Santu Vrasu", la fiera risale dunque a quell'epoca ha quindi circa 1410 anni. Nel territorio sono situate numerosi resti di monasteri basiliani. Sambiase in quel periodo si espanse ancora e conobbe un periodo di rinascita dopo la riconquista di Andricciola.

### Periodo normanno
Nell'XI secolo scesero in Italia per pellegrinaggio popolazioni barbariche dalla Scandinavia, esse trovarono nel Mezzogiorno fortuna grazie all'alleanza di Melo, marchese di Bari, contro i greci di Bisanzio. Ad entrare nella storia del sud furono i figli di Tancredi d'Altavilla (in particolare Roberto il Guiscardo), questi scesero e conquistarono numerosi territori bizantini e longobardi. I normanni quindi conquistarono Campania, Lucania e Puglia scesero in Calabria dove trovarono ripetute difficoltà, conquistarono Cosentia e tutto il territorio della Calabria del nord. Continuarono la spedizione contro il più potente baluardo bizantino, Reggio, ma furono sconfitti e dovettero accontentarsi di Martirano, Nicastro e Maida.
Il più importante esponente della cultura normanna dell'epoca, il Malaterra, ci racconta della sosta di due giorni a San Biagio, precisamente alle terme di Caronte, delle truppe del Guiscardo che le rafforzò. Iuxta aquas calidas, biduo permansit, così scrisse lo storico dei normanni delle terme di Sambiase. Nell'anno 1059 Roberto il Guiscardo diede incarico al fratello Ruggero di conquistare la ricca Calabria promettendogli l'intero territorio della regione. Nel 1060 l'ultimo baluardo bizantino cadde nelle mani dei normanni, Roberto divenne duca di Puglia e di Calabria. Durante il periodo d'oro che il Ducato di Calabria attraversò con i normanni la regione venne divisa in castri, e Sambiase venne annessa al castro di Nicastro.
Sambiase venne infeudata ai Sanseverino di Martirano nel XII e conobbe un lunghissimo periodo di prosperità quando Giacomo Sambiase (era un Sanseverino) parente del duca di Calabria e Puglia e conte di Sicilia, Roberto il Guiscardo, prese il potere che gli fu concesso dalla grande imperatrice Costanza d'Altavilla per evitare persecuzioni del Malo a discapito della famiglia Sanseverino, l'Imperatrice dell'impero svevo e regina del regno normanno che nel grande universo imperiale non dimenticò mai le proprie radici normanne difendendo sempre l'Italia normanna.
L'università era amministrata come: podestà regia, podestà baronale, parlamento, amministrazione della giustizia. Sambiase non cedette alle forti pressioni di Nicastro e divenne una potente università di gran lunga superiore (economicamente e culturalmente) al castro stesso, risiedevano qui molte e importanti cariche istituzionali del regno degli Altavilla e degli svevi che ammiravano il grande patrimonio faunistico e naturale di Sambiase. L'università di Sambiase fu esempio di grande organizzazione politica e sociale, infatti nonostante le enormi perdite subite a causa dell'annessione a Nicastro, Sambiase era e restò sempre grande potenza economica della Terra Giordana.
Federico II fece costruire un castello a Nicastro per trascorrere le vacanze nella piana, particolarmente nei boschi dell'antica università per le sue amate battute di caccia, egli rivalorizzò l'antica badia dei Santi Quaranta Martiri e soprattutto il grande monastero di San Costantino arricchendoli di tesori.

### Periodo angioino e aragonese
Il feudo di Sambiase durante il dominio francese fu tra i più ricchi dell'intero regno, il Regno di Napoli come entità politica riconosceva la potenza di Sambiase che aveva il monopolio per la coltivazione dell'olio e dell'uva nell'intera Calabria, Basilicata e Puglia, e tra i primi paesi del meridione. Quando Ferrante d'Aragona passò Nicastro a contea, l'università di Sambiase prese ancora più potere ed ebbe sempre più influsso politico su Napoli. Nel 1806 Giuseppe Bonaparte insediò al sud la politica napoleonica abolendo i feudi, nella seconda metà del XIX Sambiase diviene comune autonomo, ciò però peggiorò le condizioni del neonato comune. Nel 1848 si svolse una lacerante battaglia rivoluzionaria per la liberazione della Calabria dal regno borbonico delle due Sicilie, la battaglia dell'Angitola, che segnò per sempre la storia spagnola in Calabria.

### XX secolo
Il 4 gennaio 1968 Sambiase si unì ai comuni di Nicastro e Sant'Eufemia Lamezia per costituire il comune di Lamezia Terme.

## Monumenti e luoghi d'interesse

### Architetture religiose

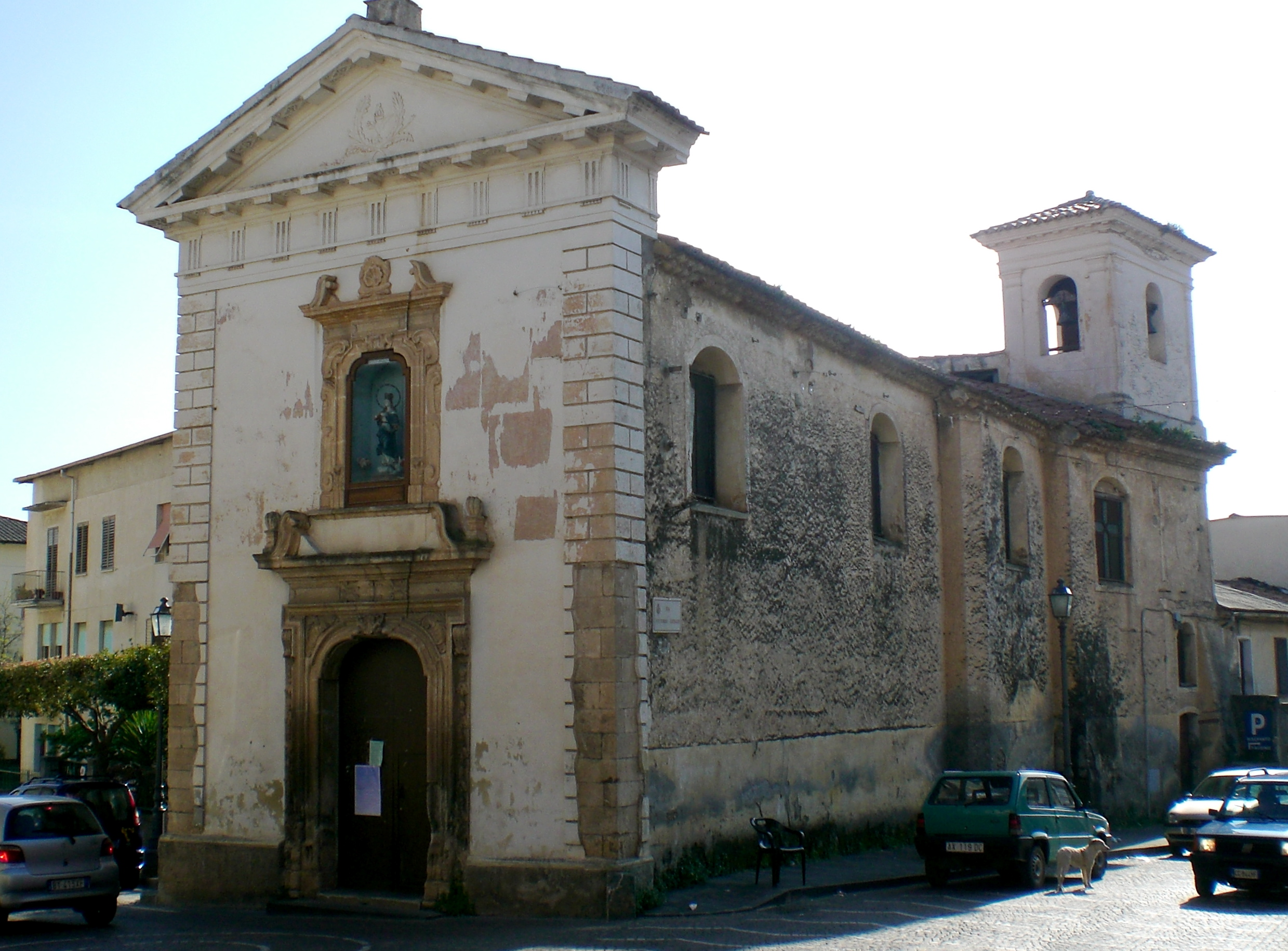
Chiesa dell'Immacolata

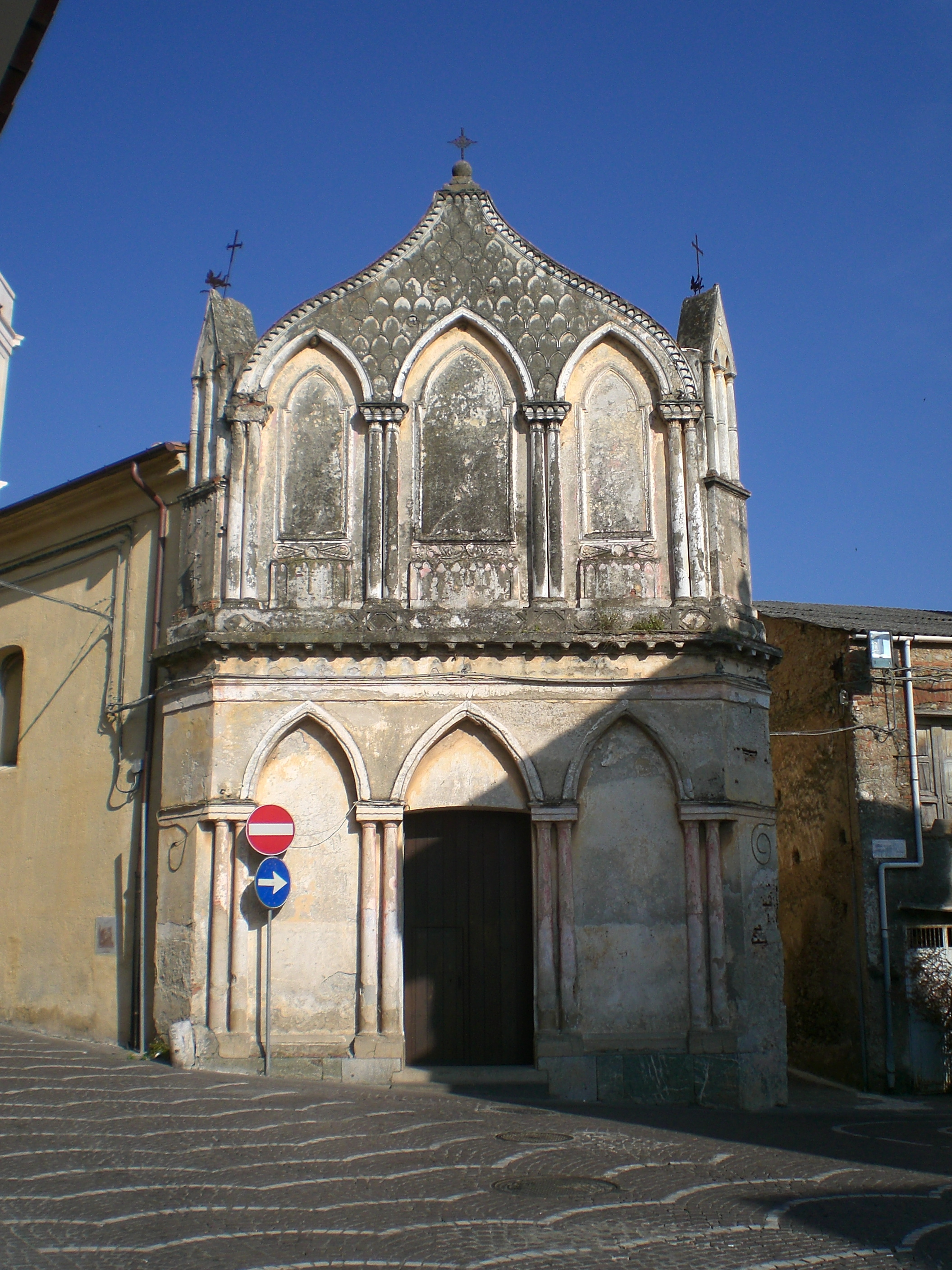
Chiesa dell'Annunziata (detta anche di Santa Lucia)

- Chiesa Matrice, viene menzionata in un documento del 1595 con il nome di Arcipretale di San Pancrazio e attesta che fu costruita per volere dell'Università di Sambiase, fu più volte distrutta e ricostruita a causa di vari terremoti. Inizialmente dedicata alla Madonna delle Grazie, è a tre navate, ha nove altari ed ha una cupola con pregevoli lavori in stucco. Vi si conservano numerosi affreschi e opere attribuite al Pallone e a Mattia Preti, opere trafugate negli anni da ladri. Nel coro si possono ammirare quattro affreschi che sono: il Profeta Davide, il Cenacolo, San Pancrazio e la Madonna col bambino. Sono conservate molte statue di notevole pregio tra cui la Madonna delle Grazie, San Pancrazio e il Sacro Cuore di Gesù nell'altare del Santissimo Sacramento.Santuario della Madonna di Porto Salvo

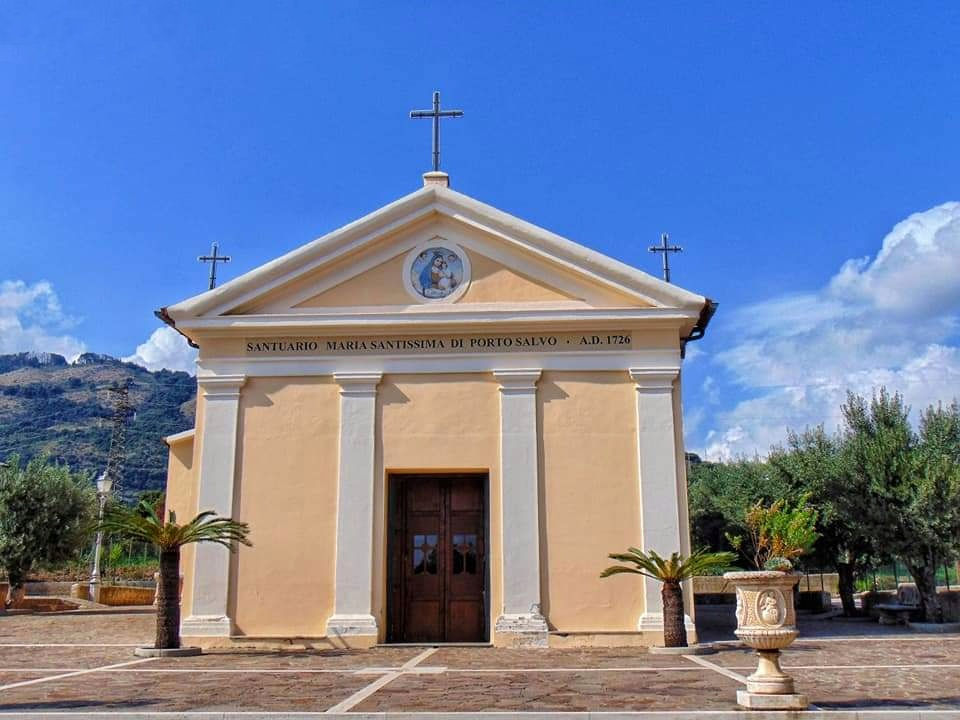
Santuario della Madonna di Porto Salvo

- Santuario di San Francesco di Paola. La chiesa, conosciuta anticamente con il nome di chiesa della Madonna degli Infermi, risale alla seconda metà del 1400. II 20 giugno 1508, l'arcidiacono della cattedrale Giovanni De Senatorelli, concede l'esistente chiesa e il convento annesso all'Ordine dei Minimi di San Francesco di Paola. I padri Minimi l'acquisiscono ufficialmente il 3 aprile 1520. Per ringraziare il donatore dopo la sua morte, avvenuta nel 1522, i frati seppelliscono i suoi resti all'interno della chiesa stessa. Il terremoto del 1638 la distrusse completamente e fu poi ricostruita con le offerte dei cittadini. Dopo il disastroso terremoto, il popolo sambiasino chiese che San Francesco fosse proclamato protettore di Sambiase. E così, col decreto del 12 luglio 1664, papa Urbano VIII dichiarava e proclamava, iuxta preces, San Francesco di Paola principale Patrono di Sambiase. L'Ordine dei Minimi, col suo apostolato, ha fatto sì che i fedeli siano sempre più attratti da una devozione verso la figura del Santo; e questo è stato motivo di comprovati benefici spirituali nonché di crescita spirituale alla luce del suo luminoso esempio di vita. I Minimi vi rimasero fino al 1866, anno in cui dovettero abbandonarlo a causa delle continue soppressioni, per poi ritornarvi occasionalmente fino al 1955, anno in cui la chiesa di San Francesco è diventata parrocchia con i Minimi. L'edificio è ricco di tele raffiguranti la vita del Santo paolano o della Vergine Maria. Custoditi gelosamente sono il busto ligneo di San Francesco e il simulacro della Madonna del Miracolo, patrona dei Minimi. Nel 2017 la chiesa di San Francesco di Paola viene innalzata a santuario diocesano dal vescovo di Lamezia Terme mons. Luigi Antonio Cantafora, durante la celebrazione della festa in onore di San Francesco.
- Santuario della Madonna di Porto Salvo. Il piccolo santuario è situato al di fuori del paese, in una zona di campagna che dalla chiesetta ha preso, appunto, il nome di Portosalvo. Non corrisponde al vero che la chiesa fu fatta erigere da un brigante, il quale essendo sfuggito alla giustizia fece erigere a devozione la chiesa. Mentre che la chiesa fu fatta edificare da un nobile feudatario di nome Gregoraci, il quale scampò da una tempesta mentre navigava al largo del golfo di Sant'Eufemia facendo erigere la chiesetta come ex voto allo scampato pericolo di morte,è frutto di fantasia perché i Gregoraci arrivano a Sambiase nell'800. La chiesa è di pertinenza della Congrega della SS. Immacolata di Sambiase e nella Platea della Congrega la chiesa è presente sin dai primi del '600. Nel 1989 il vescovo Vincenzo Rimedio ha elevato la chiesa della Madonna di Porto Salvo a terzo santuario diocesano, dopo quello di Conflenti e di Dipodi. Lo stesso santuario, nell'anno 2000, ha fatto parte del circuito del giubileo.
- Chiesa della Madonna del Carmine. Da un Bollario Carmelitano risulta che Mons. Antonio Facchinetti, poi papa Innocenzo IX, fondò nel 1566 il convento del Carmine in un luogo ove ricadevano i ruderi di una piccola chiesa dedicata a San Giovanni, appartenuta ai Benedettini di Sant'Eufemia, presso il sito bizantino di San Blasio. La chiesa venne rimaneggiata alla fine del Settecento con la costituzione della volta e del parato a stucchi che all'interno comprende i dipinti murari e all'esterno contorna le finestre della parete destra. Nel 1809 con decreto fu affidata ai Padri Minimi che vi officiarono fino al 1886, quando per l'incameramento al Demanio dei beni conventuali, voluto dallo Stato Unitario, questi religiosi dovettero andarsene. Nel 1887 lo Stato consegnò il complesso edilizio al Comune che utilizzò parte del convento adibendolo a carcere mentre la chiesa fu riaperta al culto e dedicata alla Madonna del Carmelo.
- Chiesa dell'Annunziata (detta di Santa Lucia). In questa chiesa c'era già, nel 1601, una Congregazione religiosa sotto il titolo di San Giovanni, al quale Santo era intitolata prima la chiesa stessa. Poi la congregazione edificò una propria cappella nella chiesa matrice e la chiesa passò al nome dell'Annunziata. La piccola e abbandonata chiesetta custodisce le statue raffiguranti la passione di Cristo, dette nel dialetto locale Mistiari, in cui ogni statua, nella processione del Venerdì santo, è portata da rappresentanti di una categoria sociale: Gesù morto dai religiosi; Gesù nell’orto dai contadini; Gesù legato alla colonna dai muratori; l'Ecce Homo dai barbieri; Gesù Crocifisso dai falegnami; San Giovanni Evangelista dagli impiegati; la Madonna Addolorata dalle vedove o da coloro che hanno perso figli. Un'altra statua è quella di Gesù caricato della Croce. Le statue risalgono tutte al 1600. La chiesa dell’Annunziata è tra le più belle e le più antiche di Sambiase. In modo particolare, nella sua facciata di stile gotico con sfumature arabe si possono ammirare degli ornamenti colorati, ormai cancellati dal tempo e dall’incuria dell’uomo, posti come riquadro superiore delle due nicchie laterali inferiori poste al lato destro e a sinistro della porta centrale, dove all’interno vi dovevano essere collocate delle statue. Mentre le nicchie poste in alto dell’ingresso della porta vi dovevano essere dei disegni cui ornamento superiore è fatto a scaglia di pesce. Il campanile è molto particolare nella sua forma e bellezza. L’interno della chiesa è composto da due navate, una rettangolare e l’altra semicircolare. Sopra l’ingresso vi è posto il coro con un organo ligneo, mentre una statua di Santa Lucia è racchiusa in una nicchia posta sull’altare.
- Chiesa dell'Immacolata. Edificata probabilmente nella seconda metà del Cinquecento, è tuttora sede della Venerabile Congregazione Laicale dell'Immacolata Concezione, esiste un documento del 1762 indirizzato al Re Ferdinando IV di Borbone, rinvenuto nella sagrestia della chiesa stessa. Di stile barocco, è ad una sola navata. Una nicchia sull'altare maggiore contiene la statua della Madonna Immacolata.
- Chiesa dell'Addolorata. La chiesetta, dedicata alla Madonna Addolorata, è situata nel rione Miraglia, che costituisce il centro storico di Sambiase. Monsignor Pasquale Caputo, che fu parroco di quella chiesa e storico locale, scriveva: [...] "La tradizione popolare asserisce che anticamente in quel luogo dove oggi sorge la chiesa vi era un romitorio dedicato ai Sette Dolori della Beata Vergine e che successivamente, per devozione alla Beata Vergine Maria, gli abitanti del posto vi costruirono la chiesa". Attualmente la chiesa è affidata alla cura dei Padri Minimi di San Francesco di Paola. L'interno è abbastanza semplice. Al lato sinistro della navata è presente una nicchia contenente l'antica statua dell'Addolorata, con sotto Gesù morto. Al lato destro la statua di Santa Liberata in croce. Sull'altare maggiore la statua lignea della Madonna Addolorata che si porta in processione a settembre.
- Cappella di San Rocco. La chiesa di San Rocco, già romitaggio, era una filiale della chiesa matrice. A causa di un'alluvione del torrente Cantagalli, fu chiusa per molto tempo, quindi riaperta dall'arciprete Renda. Nell'archivio comunale si trova una «Platea dei beni della Venerabile Chiesa di S. Rocco», del 1769. Una cosa molto interessante è la data che è stata trovata sulle due piccole campane. Una di queste è stata offerta da don Giuseppe de Fiore precisamente alla chiesa di San Rocco: «ecclesiæ Sancti Rocci», nel 1401; l'altra, più piccola, porta la data del 1494, ma non il nome dell'offerente. Quindi si può dedurre che la chiesa di San Rocco è una delle più antiche del luogo. Verso la fine degli anni ’70 del Novecento, la chiesa di S. Rocco, tra le più antiche del centro storico, viene abbattuta per ragioni di urbanistica. Tale decisione venne accolta con rammarico e sgomento dalla popolazione di Sambiase. Per "compensazione" fu eretta, nel centro del quartiere popolare Piazza - Villaggio Kennedy (ingresso ovest di Sambiase), la cappella dedicata al Santo Pellegrino di Montpellier, restaurata nel 1994 e anch'essa ufficiata dai Padri Minimi di San Francesco di Paola.
- Chiesa di Santa Maria delle Grazie. La parrocchia di Maria SS. delle Grazie, esiste dal 1986. La tipologia architettonica della chiesa parrocchiale si basa sul puro "fondamentalismo geometrico" che s'intravede nella forma irregolare dei disegno, con diverse disconnessioni ed astrazioni. Lo spazio liturgico è a pianta rettangolare, mentre la zona del celebrante ha un soffitto piano affrescato e un "recinto" di luce zenitale che abbraccia tutto il presbiterio attraverso ampie vetrate artistiche. Sulla parete esterna del presbiterio è presente una bellissima scultura lignea raffigurante il Cristo in croce. Sul lato destro, entrando, lo spazio si dilata in un ambiente prolungamento della sequenza dell'assemblea stessa dove è disposta la cappella dell'Eucaristia nonché il luogo per il sacramento della penitenza. Il fonte battesimale, distinto dall'aula, di forma quadrata, è situato in prossimità dell'ingresso. La sagrestia è situata accanto al presbiterio. Lateralmente all'ingresso è presente la scultura in legno della Madonna delle Grazie, donata a devozione del parroco Don Enzo Pujia e della comunità parrocchiale nel 1987. La stessa statua è stata incoronata nel giugno del 1990.
- Chiesa di Santa Maria Goretti. La parrocchia di Santa Maria Goretti è situata nel rione Savutano, ed è di nuova costituzione essendo stata eretta con Decreto di Erezione Canonica del 1º novembre 2005 emesso da mons. Luigi Antonio Cantafora. La necessità di erigere la presente parrocchia è nata in quanto l'area dove doveva sorgere il complesso parrocchiale, ricadente nell'area della parrocchia di Santa Maria delle Grazie, negli ultimi anni ha visto l'aumento della densità abitativa, diventando, pertanto, per molte persone un centro attrattivo, non solo religioso, per attività culturali-ricreative. Pertanto il progetto del complesso parrocchiale ha mirato a promuovere una migliore vivibilità dell'intera zona. Il 18 settembre 2003, simbolicamente, alla presenza sia delle autorità civili che di quelle religiose, si è celebrata la posa della prima pietra dell'erigendo edificio di culto e nel mese di aprile dell'anno 2014 è stata ufficialmente e solennemente inaugurata.
- Chiesa di Santa Rita da Cascia. La chiesa si trova nella frazione Gabella. Fu una delle prime chiese delle frazioni montane. Alla giurisdizione della matrice fu connessa l'ufficiatura di Santa Rita. Nei primi mesi dell'anno 1991, il cappellano Giovanni Cozzolino e la collaborazione di un gruppo di volontari hanno trasformato la chiesetta in un tempietto.
- Chiesa di San Giovanni Battista. La chiesa di San Giovanni Battista nella frazione di Acquadàuzano fu costruita sul suolo offerto gratuitamente da Domenico Cuda che contribuì ,anche,fattivamente alla raccolta degli oboli ,volontari,per la costruzione.Nel 1991, con la benedizione di mons Vincenzo Rimedio, è stata inaugurata e aperta al culto.
- Chiesa della Madonna del Miracolo. Si trova nella frazione Acquafredda. La sua costruzione è frutto prezioso della tenace volontà delle Suore del Bambino Gesù[4] e dei Padri Minimi, che volevano onorare la loro protettrice dedicandole un piccolo tempio. Dopo tantissime difficoltà, finalmente il giorno 11 agosto dello stesso anno 1991, a quattro mesi di distanza dalla dedicazione della chiesa di Acquadauzano, venne solennemente benedetta e inaugurata con grande affluenza di popolo di quella frazione e di quelle viciniori. Mons. Vincenzo Rimedio, in quello stesso giorno, celebrò la prima liturgia eucaristica della chiesa di Acquafredda.
- Chiesa di Santa Teresina. La chiesa di Santa Teresa del Bambin Gesù, situata nella frazione Piano Luppino, è sorta nel 2004 per volere di don Pasquale Luzzo, col contributo degli abitanti del luogo. Festeggia la titolare della chiesa giorno 1º ottobre.

### Architetture civili
- Casa di Francesco Fiorentino;
- Casa di Franco Costabile;
- Palazzo Vescio (già Franzì);
- Palazzo Giovanni Nicotera;
- Palazzo Genovese;
- Teatro Politeama;
- Teatro Grandinetti;
- Palazzo Cerra;
- Palazzo Renda;
- Palazzo Comunale (ex Monastero dei Padri Minimi di S. Francesco di Paola);
- Casa Comunale (ex Carcere).

### Altro
- Corso Eroi di Sapri;
- Corso Vittorio Emanuele;
- Corso della Repubblica;
- Piazza 5 dicembre (già piazza Diaz);
- Piazza Botticelli;
- Piazza Francesco Fiorentino;
- Piazza Giuseppe Garibaldi;
- Piazzetta San Nicola;
- Via Sen. Arturo Perugini;
- Via delle Terme;
- Via Guglielmo Marconi;
- Villa di piazza Garibaldi;
- Monumento ai caduti in guerra di Sambiase, in piazza 5 dicembre;
- Busto di Francesco Fiorentino, nell'omonima piazza;
- Busto di Giovanni Nicotera, su corso Vittorio Emanuele;
- Statua di San Francesco, in piazza Fiorentino;
- Statua di San Nicola, nell'omonima piazzetta;
- Fontana del satiro e della ninfa, in piazza 5 dicembre.
- Storica Fontana Cafaldo;
- Le Tre Fontane della Miraglia;
- Mensa Ponderaria;
- Antica Meridiana.

### Siti archeologici
Grotte del monte Sant'Elia
La presenza umana sul territorio lametino molto probabilmente ci riconduce al periodo neolitico. Questo grazie al materiale protostorico ritrovato nelle grotte del monte Sant'Elia. Tra il 1914 ed il 1923, Paolo Orsi nel svolgere a più riprese la ricognizione in questo territorio in particolare nell'area carsica del monte Sant'Elia ebbe il modo di registrare nel suo taccuino il ritrovamento ed il recupero da parte dei carabinieri di materiali fittili protostorici riferibili secondo il suo giudizio all'età neolitica.
Mura secolari
Secondo le teorie che fondano la storia della tecnologia delle costruzioni, l'accostamento e la sedimentazione (fase naturale) di grossi cocci di pietra, superficialmente elementari e ruvide, quindi non lavorate, caratterizzano il primo periodo della cultura architettonica dell'antica Grecia. Secondo il Borrello queste ed altre mura derivano da un famoso villaggio della Magna Grecia, Melea. A questa affermazione è contrapposta però una serie di studi recentemente eseguiti sulle antiche mura e su tabule romane compresa la peuntigeriana, che affermano il passaggio della strada romana Popilia che collegava Reggio Calabria a Capua, dalle mura, quindi di maggiore rilevanza storica.
Monastero di San Costantino
L'antico monastero basiliano di San Costantino è situato in località San Sidero, è annessa al monastero una cappella dedicata alla Beata Vergine del Carmine. È di proprietà del barone Nicotera di Martà.

### Aree naturali
- Parco "Mitoio": a nord dell'abitato delle terme di Caronte, in un'oasi naturalistica di 250 ettari, è stato recuperato un anfiteatro con 2 500 posti consentendo così a tutti i cittadini di godere della macchia mediterranea;
- Parco Naturalistico Gancìa.

## Società

### Tradizioni e folclore
Feste in onore dei Santi
- 1, 2, 3 febbraio: festa in onore di San Biagio, da cui deriva il nome "Sambiase", nella chiesa della Madonna del Carmelo;
- Venerdì santo: nel centro storico si svolge la processione dei "Mistiari", nella quale vengono portate delle antiche statue che rappresentano la passione e morte di Cristo, custodite nella chiesetta dell'Annunziata;
- 31 maggio, 1, 2 giugno: festa in onore di San Francesco di Paola, patrono dell'ex comune di Sambiase, ora protettore di Lamezia Terme;
- 24 giugno: festa in onore di San Giovanni Battista, nella frazione di Acquadauzano;
- Terza domenica di giugno: festa in onore della Madonna delle Grazie nel rione Stradella;
- 6 luglio: festa in onore di Santa Maria Goretti, nel rione Savutano;
- 16 luglio: festa in onore della Beata Vergine del Carmine, nel rione Cafaldo;
- Ultima domenica di luglio: festa in onore di Santa Rita da Cascia, nella frazione di Gabella;
- 11 agosto: festa in onore della Madonna del Miracolo, nella frazione di Acquafredda;
- 16 agosto: festa in onore di San Rocco, nel Villaggio Kennedy;
- 18 agosto: festa in onore della Madonna Addolorata, nella frazione San Minà, in seguito ad una apparizione durante la seconda guerra mondiale;
- 8 settembre: festa in onore della Madonna delle Grazie nella chiesa Matrice;
- Seconda domenica di settembre: festa in onore della Madonna di Porto Salvo con la tradizionale sagra dei fichi d'India locali;
- Terza domenica di settembre: festa in onore della Madonna Addolorata nel rione Miraglia;
- 1º ottobre: festa in onore di Santa Teresa del Bambin Gesù, nella frazione di Piano Luppino;
- 8 dicembre: festa in onore dell'Immacolata Concezione con una messa nell'antica chiesetta omonima e un omaggio floreale alla Madonna;
- 13 dicembre: festa in onore di Santa Lucia nella chiesa dell'Annunziata.

Fiere
- Fieragricola di Lamezia Terme, cinque giorni tra la fine di gennaio e l'inizio di febbraio in concomitanza con la festa di San Biagio;
- Fiera di San Biagio, dall'1 al 3 febbraio;
- Fiera di San Francesco, dal 31 maggio al 2 giugno.

### Istituzioni, enti e associazioni
- Ente Fiera Lamezia.

## Cultura

### Musei
Museo etnografico "Luogo della Memoria"
Il museo etnografico si sostanzia in un interno di casa lametina con oggetti delle arti e dei mestieri che tanto ci dice della vita dei calabresi di un tempo. Quasi mille oggetti propri dell'arredo familiare sono riuniti per gruppi tematici in sette stanze (stanza da letto, cucina, lavori agricoli, artigianato) e una piccola biblioteca.
Parco Letterario "Franco Costabile"
L'associazione si propone, oltre all'organizzazione annuale del premio intitolato a Franco Costabile, anche come luogo di incontro e di aggregazione nel nome di interessi culturali, assolvendo alla funzione sociale di maturazione e crescita umana e civile dell'ambiente lametino e calabrese, e si propone inoltre di ampliare la conoscenza della poesia, della cultura letteraria e artistica, del rapporto tra società e cultura attraverso attività quali concorsi letterari ed artistici, convegni, conferenze, proiezioni ecc. nonché attività editoriali.

## Economia

### Agricoltura
Come molte località della Calabria, Lamezia Terme ha una tradizione agricola radicata, soprattutto nella zona di Sambiase, noto per la produzione di diverse varietà di colture tipicamente mediterranee. Le produzioni più diffuse nel comune sono:
- l'olivo, principalmente della varietà Carolea, dal quale si produce l'olio d'oliva Lametia DOP dal tipico gusto forte;
- la vite, dalla quale si producono numerosi vini tra cui sei vini DOC: Lamezia bianco, Lamezia rosato, Lamezia rosso, Lamezia novello, Lamezia rosso riserva e Lamezia Greco;
- il castagno ed il faggio;
- diverse erbacee come il frumento, l'avena ed il granturco;
- differenti e variegate specie di agrumi, tra i quali le rinomate clementine di Calabria DOP.

### Turismo
Nei pressi di Sambiase e più precisamente nella frazione di Caronte, sono situate le omonime terme, conosciute dagli antichi bruzi, greci, romani, bizantini, normanni e dagli ispanico-francesi. Le fonti termali di Caronte esistono sin dall'antichità, grandi personaggi della storia italiana e soprattutto della storia europea classica e medievale tra i quali l'imperatore romano Antonino Pio, Roberto il Guiscardo e probabilmente suo fratello Ruggero. L'archeologo Paolo Orsi ribadisce testualmente: "le terme di Sambiase furono conosciute anche nell'antichità per i loro effetti salutari, e tutto induce a credere s'abbiano a identificare con le Aquae Angae di cui vi è anche un ricordo nella bella monetazione terinese". Le acque solfuree della sorgente Caronte hanno proprietà terapeutiche adatte a diverse patologie anche per la loro giusta temperatura, circa 39 °C, che consente di utilizzarle senza alcun intervento.